# Детям до шестнадцати (фильм, 2000)
«Детям до шестнадцати» (англ. Skipped Parts, дословно — «Опущенные детали») — американский художественный фильм о любви и сексуальных отношениях между подростками в «современной американской семье», поставленный режиссёром Тамрой Дэвис по одноимённому роману Тима Сэндлина.
Премьера фильма состоялась на Международном кинофестивале в Сиэтле, проходившем с 18 мая по 11 июня 2000 года.
Фильм вышел в прокат в США 1 февраля 2001 года.

## Название
Роман Тима Сэндлина называется «Опущенные детали» (англ. «Skipped Parts») (под деталями подразумеваются описания сцен секса, флирта и подобные темы, которые часто опускаются в тексте литературных произведений), это же название в оригинале имеет и фильм. В двух странах ему были даны другие названия: в Великобритании — «Чудеса секса» (англ. «The Wonder of Sex»), в русском переводе — «Детям до шестнадцати».

## Сюжет
Четырнадцатилетний Сэм Кэллахан подошёл к тому периоду жизни, когда в подростках просыпается обострённый интерес к противоположному полу. А поскольку Сэм собирается стать писателем, ему необходим богатый личный опыт, чтобы не сфальшивить в будущих «шедеврах». Он со своей матерью Лидией только что уехал от своего волевого деда в далёкую провинцию. И вот Сэм решает обратиться за помощью к своей однокласснице Мори, чей парень Дотон не разделяет политических взглядов девушки. Так начинается путь Сэма к неожиданным открытиям, изменившим его жизнь навсегда.

## В ролях
| Актёр                | Роль                                          |
| -------------------- | --------------------------------------------- |
| Баг Холл             | Сэм Каллахан                                  |
| Миша Бартон          | Мори Пирс одноклассница Сэма                  |
| Дженнифер Джейсон Ли | Лидия мать Сэма                               |
| Р. Ли Эрми           | сенатор Каспар Каллахан отец Лидии и дед Сэма |
| Дрю Бэрримор         | героиня эротических фантазий Сэма             |
| Брэд Ренфро          | Дотан Тэлбот                                  |
| Джералд Лентон Янг   | учитель физкультуры Ховард Стэббинс           |
| Пегги Липтон         | Лорабэль Пирс мать Мори                       |
| Аарон Фэлман         | Бадди Пирс отец Мори                          |
| Энджела Фезерстоун   | Долорес                                       |

## Производство
Съёмки фильма проходили в Саскачеване и закончились в августе 1999 года.

## Оценки
В своей рецензии в журнале Variety кинокритик Кен Айснер выразил недовольство режиссурой и игрой исполнителей главных ролей, сказав что кинокартина «фальшивит с самого начала, и чем дальше — тем хуже» и «в целом смахивает на низкобюджетный фильм».